# M551 Sheridan
Der M551 Sheridan war ein leichter Panzer der Zeit des Kalten Krieges aus US-amerikanischer Produktion, benannt nach dem Bürgerkriegs-General Philip Sheridan.
Er wurde in den frühen 1960er-Jahren entwickelt, als sich herausstellte, dass im Arsenal der US-Streitkräfte ein lufttransportfähiger Aufklärungspanzer fehlte.

## Entwicklung
Im Jahr 1958 wurde das Vorgängerprojekt des Sheridan, der Aufklärungspanzer T92, aufgrund mangelnder amphibischer Fähigkeiten der Prototypen eingestellt. Im folgenden Jahr wurde unter dem Akronym ARAAV (Armored Reconnaissance Airborne Assault Vehicle) ein neues Konzept für einen Panzer entwickelt, der sowohl die Eigenschaften eines Aufklärungspanzers, als auch die eines Luftlandepanzers haben sollte. Dabei wurde Wert auf amphibische Eigenschaften, die Möglichkeit zum Fallschirmabwurf und auf eine starke Bewaffnung gelegt. Insgesamt wurden zwölf Vorschläge von verschiedenen Unternehmen eingereicht, wobei das Modell der Cadillac Motors Car Division für die weitere Entwicklung ausgewählt wurde. Das Kernstück des Fahrzeugs war das XM81 Shillelagh Combat Vehicle Weapon System. Die Regierung des Präsidenten Kennedy mit Verteidigungsminister Robert McNamara beschleunigte das Programm, da mehr Wert auf konventionelle Streitkräfte gelegt wurde und McNamara technische Lösungen für taktische Probleme bevorzugte. Da die ersten Versuche mit dem Shillelagh-System im Herbst 1961 jedoch enttäuschend ausfielen, wurden für den Sheridan verschiedene andere Arten der Bewaffnung in Erwägung gezogen. Darunter fielen eine konventionelle Bewaffnung mit einer Zugrohrkanone, eine Zugrohrkanone in Kombination mit dem französischen ENTAC-System oder eine reine Lenkflugkörperbewaffnung mit dem TOW- oder Polecat-System. Da die beiden Raketensysteme noch nicht einsatzbereit waren, fiel die Wahl auf eine 152-mm-Zugrohrkanone, die neben den Shillelagh-Raketen auch konventionelle Munition abfeuern konnte, so dass die Bewaffnung im Falle einer Einstellung der Lenkflugkörperversuche hätte beibehalten werden können. Weitere Tests der Shillelagh verliefen jedoch zufriedenstellend.

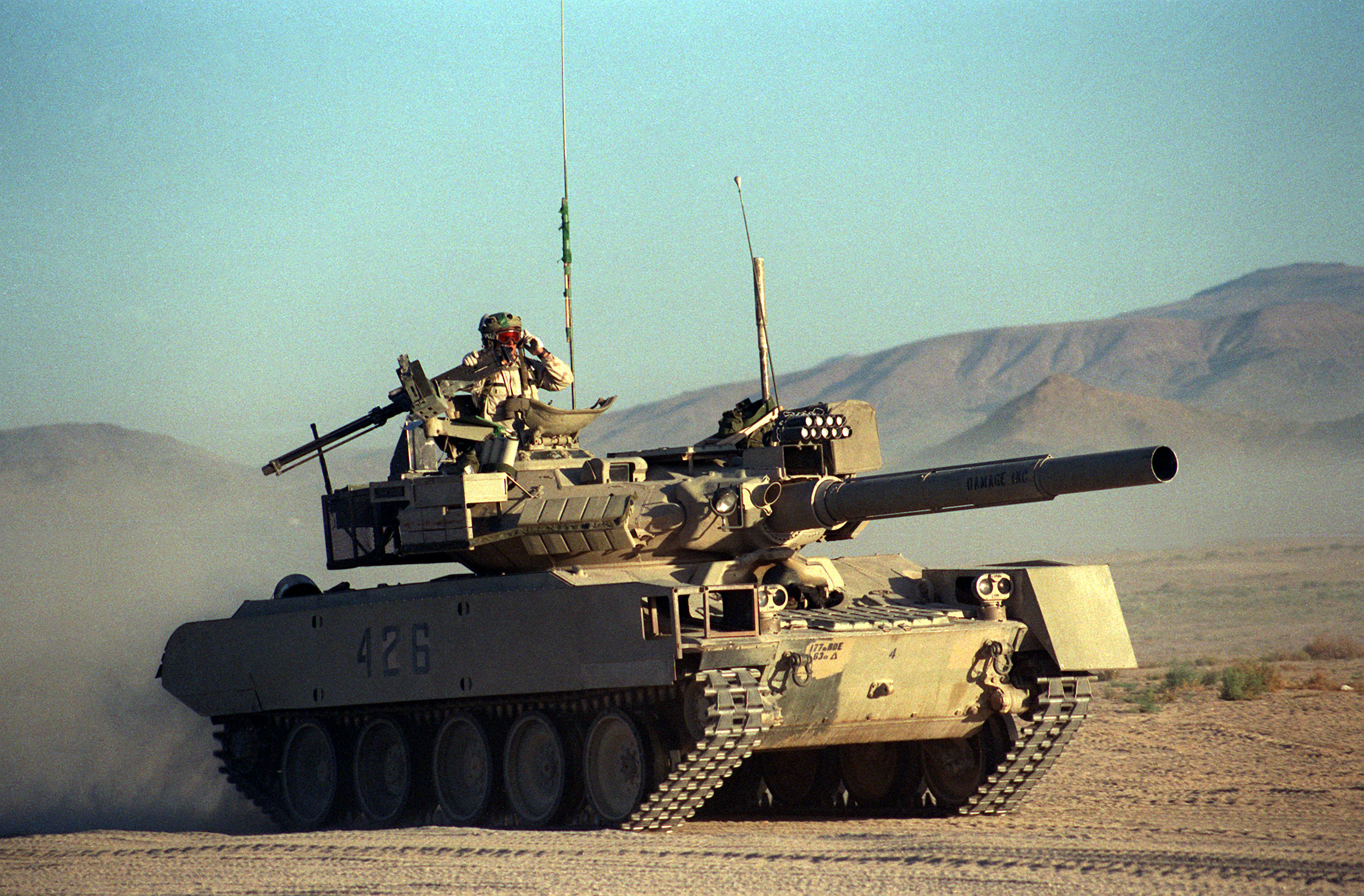
Ein M551 mit Anbauten zur Darstellung eines T-80

Da die 152-mm-Kombinationswaffe eine Neuheit darstellte, wurde bei der folgenden Entwicklung viel Wert auf die Tests des Turms mit der Waffe gelegt. Im August 1962 wurde ein Prototyp des Turms auf die Wanne eines M41 montiert, um die Waffe mit der konventionellen Munition zu testen. Prototypen der Wanne und des Fahrgestells wurden ab Juni 1962 Tests unterzogen. Während der Tests wurden die Prototypen insgesamt vier großen Änderungen unterzogen, das Design des fünften Prototyps wurde für die Produktion übernommen.
Die Haushaltsmittel für die Produktion des M551 Sheridan wurden am 12. April 1965 bewilligt. Im Mai 1966 wurde das Design des letzten Prototyps als Urmuster festgelegt, obwohl noch im März schwerwiegende technische Mängel vorhanden waren. Der Grund hierfür war die Sorge der US Army, dass die Finanzierung für weitere Tests aufgehoben werden könnte, was das Ende des gesamten Projekts bedeutet hätte. Die Mängel betrafen Sicherheit, Haltbarkeit, Verlässlichkeit, Leistung und Wartung. Das Test and Evaluation Command (TECOM) der Army bezeichnete den M551 als nicht für den Einsatz geeignet. Dennoch wurde die Serienproduktion 1966 aufgenommen. Bis zum November 1970 wurden 1662 Fahrzeuge produziert. Die Gesamtkosten betrugen etwa 1,3 Milliarden US-Dollar, was einer Kostenüberschreitung von 80 % gegenüber den ursprünglich veranschlagten Kosten entspricht.
1989 wurde der Sheridan einer Kampfwertsteigerung unterzogen. Dabei wurde die unzuverlässige Nebelmittelwurfanlage ausgetauscht und ein AN/VSG-2-Thermalsichtgerät eingebaut, das dem Sheridan Nachtkampffähigkeit verlieh. Der Fahrer konnte auf einen Restlichtverstärker zurückgreifen. Die neue Bezeichnung lautete M551A1(TTS). Insgesamt sollten 70 Fahrzeuge umgerüstet werden, durch den Ausbruch des Zweiten Golfkriegs konnten jedoch nur 60 Fahrzeuge umgerüstet werden, bevor sie nach Saudi-Arabien geflogen wurden.
Der Sheridan wurde nur von der US-Army eingesetzt, lediglich ein einziges Exemplar wurde von Australien erprobt, jedoch als unbrauchbar zurückgewiesen.
Heute dienen noch einige Exemplare des Sheridan zur Feindzieldarstellung in Gefechtsübungszentren. Durch Um- und Anbauten sollen Fahrzeuge sowjetischer Herkunft wie zum Beispiel der T-80, BMP-1 oder der ZSU-23-4 dargestellt werden.

## Technik

### Bewaffnung und Munition

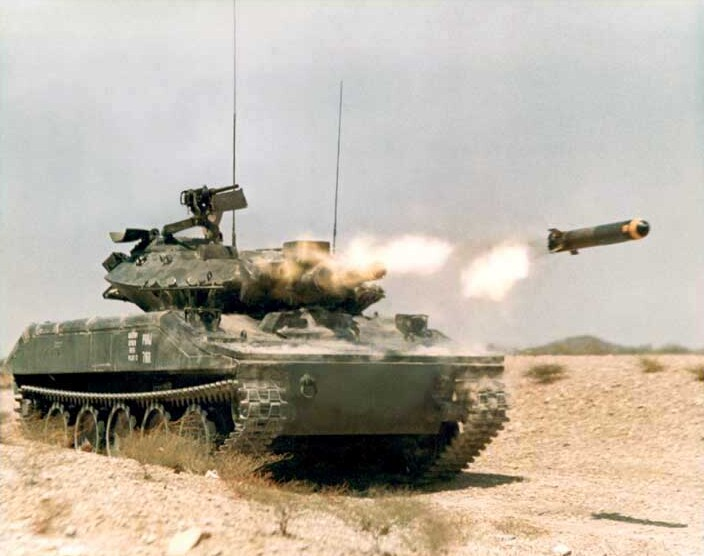
Ein M551 beim Start einer Shillelagh

Die Hauptbewaffnung des Sheridan ist die 152-mm-Kanone M81. Diese ist in der Lage, sowohl konventionelle HEAT-T-MP (High Explosive Anti Tank – Tracer – Multi Purpose, Hohlladungs-Mehrzweckgeschoss mit Leuchtspur) Munition mit verbrennbarer Hülse als auch die infrarotgelenkten Shillelag-Lenkflugkörper zu verschießen. Mit der Stationierung in Vietnam wurde zusätzlich das M625-Canister-Geschoss entwickelt, das mit etwa 10.000 Flechets gefüllt ist und zur Bekämpfung von Infanterie dient. Der Höhenrichtbereich der Waffenanlage beträgt −8° bis +19,5°, der Seitenrichtbereich beträgt 360°. Das Richten erfolgt über einen elektrischen Antrieb, das Schwenken des Turms um 360° dauert zehn Sekunden. Die Munition für die Hauptwaffe wird an der linken Turmseite und unter der Waffenanlage sowie in der Wanne neben dem Fahrer aufbewahrt. Die Kampfbeladung besteht aus 20 HEAT-Patronen und acht Lenkflugkörpern.
Die Sekundärbewaffnung besteht aus einem Browning-M2-Maschinengewehr mit 1000 Patronen auf einer Lafette an der Kommandantenluke und einem koaxialen Maschinengewehr im Kaliber 7,62 × 51 mm NATO mit 3000 Patronen.
Zum Einnebeln steht dem Fahrzeug eine M176-Nebelmittelwurfanlage zur Verfügung. An jeder Seite des Turms sind jeweils vier Rohre angebracht.
Die Waffenanlage verlieh dem Sheridan eine beachtliche Feuerkraft, erwies sich jedoch gleichzeitig als sehr problembehaftet. Die verbrennbare Hülse der konventionellen Munition war sehr empfindlich gegenüber Feuchtigkeit und Beschädigung. Bei zu hoher Luftfeuchtigkeit quoll die Hülse auf und ließ sich nicht mehr in das Patronenlager einführen, bei zu grober Behandlung konnte sie aufreißen und das hochbrennbare Treibladungspulver im Panzer verteilen. Nach dem Abfeuern einer Patrone blieben oftmals glühende Pulverreste im Patronenlager zurück, die die nächste Patrone beim Einlegen zünden konnten. Um dieses Problem zu lösen, wurde ein Druckluftsystem (Open Breech Scavenging System – OBSS) installiert, das die glühenden Reste aus dem Rohr blasen sollte. Es stellte sich jedoch heraus, dass die Reste in den Kampfraum geblasen wurden, wo sie die noch gelagerte Munition entzünden konnten. Das System wurde daraufhin so abgeändert, dass es bei noch geschlossenem Verschluss die Reste nach außen ausblies (Closed Breech Scavenging System – CBSS). Das Abfeuern der Kanone erzeugte zudem einen extrem hohen Rückstoß, der durch das geringe Fahrzeuggewicht nicht kompensiert werden konnte, so dass beim Feuern teilweise die ersten beiden Laufrollen vom Boden abhoben. Dieser starke Rückstoß störte gleichzeitig die Elektronik der Lenkanlage der Flugkörper, so dass diese nach dem Abfeuern einer Granate oftmals ein not ready signalisierte. Die Lenkflugkörper verliehen dem Sheridan theoretisch die Möglichkeit, auch Kampfpanzer zu vernichten, jedoch waren auch diese mängelbehaftet. Da die Shillelaghs infrarotgesteuert waren, funktionierte die Steuerung nicht, wenn die Sonne in einem Winkel von ±20° zur Längsachse hinter dem Panzer stand.

### Panzerung
Die Wanne des Sheridan besteht aus geschweißtem Aluminium, Legierung 7039, was sich positiv auf das Gesamtgewicht und die Schwimmfähigkeit auswirkt, jedoch nur moderaten Schutz bietet. Der Turm besteht zum besseren Schutz der Besatzung aus Panzerstahl. In Vietnam zeigte sich, dass die Panzerung gegen Beschuss aus RPGs nicht genügend Schutz bot. Im Falle eines Treffers in die nicht geschützten Munitionsmagazine oder den Tank geriet das Fahrzeug oftmals in Brand. Konnte dieser nicht gelöscht werden, verlor das Aluminium durch die hohen Temperaturen seine tragende Wirkung und die gesamte Wanne sackte in sich zusammen. Der Turm blieb bei einem solchen Brand äußerlich unbeschädigt, war jedoch unbrauchbar.

### Antrieb und Laufwerk
Der Antrieb des Sheridan erfolgt über einen wassergekühlten Sechszylinder-2-Takt-Dieselmotor mit Turboaufladung. Das Aggregat entwickelt eine Leistung von 220 Kilowatt (300 PS). Der Motor ist im Heck des Fahrzeugs untergebracht. Die hohe Leistung des Motors in Verbindung mit dem geringen Gewicht verlieh dem Fahrzeug eine bis dahin einzigartige Beweglichkeit.
Das Laufwerk besteht aus fünf Laufrollen, jeweils einer Umlenkrolle am Bug und den Antriebsrädern am Heck. Die Federung erfolgt über Torsionsstäbe, zusätzlich sind an der ersten und letzten Laufrolle Stoßdämpfer angebracht.

### Schwimm- und Luftlandefähigkeit

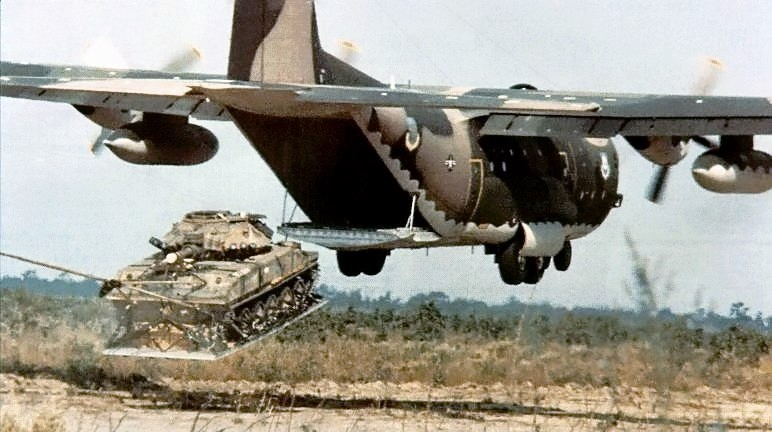
Ein M551 beim Abwurf mittels LAPES

Das geringe Gewicht des Sheridan begünstigte die Schwimmfähigkeit des Fahrzeugs, jedoch waren zur Durchquerung von Gewässern vorbereitende Maßnahmen erforderlich. Dazu musste ein in die Wanne integrierter Schwimmkragen ausgefahren werden, der dem Fahrzeug mehr Auftrieb verlieh. Der Antrieb im Wasser erfolgte über die Ketten und beschleunigte das Fahrzeug auf maximal 6 km/h.
Für den Einsatz als Luftlandepanzer standen drei verschiedene Methoden zur Verbringung an den Einsatzort zur Verfügung. Für einen normalen Lufttransport konnte das Fahrzeug in voller Gefechtsausstattung in der C-130 Hercules und der C-141 Starlifter transportiert und sofort eingesetzt werden (Volle Roll-on Roll-off Fähigkeit). Für den Gefechtseinsatz wurde der Panzer entweder auf einer schockabsorbierenden Palette mit acht Fallschirmen abgeworfen (Low Velocity Air Drop – LVAD) oder aus einer Höhe von etwa drei Metern mit einem Bremsschirm abgeworfen. Dazu flog das Flugzeug bei niedrigster Geschwindigkeit (etwa 150 km/h) und minimaler Höhe mit geöffneter Heckklappe über die Abwurfzone. Der Sheridan war auf einer schockabsorbierenden Palette gelagert, wurde durch kleine Fallschirme aus dem Flugzeug gezogen und sollte dann von einem großen Fallschirm abgebremst werden. Nach dem Aufprall rutschte der Panzer durch die hohe Absetzgeschwindigkeit allerdings noch einige hundert Meter über die Landezone hinaus. Mehrere Sheridans wurden bei dieser Art des Abwurfs komplett zerstört. Das Verfahren wurde als LAPES (Low Altitude Parachute Extraction System) bezeichnet.

### Besatzung
Die Besatzung des Sheridan besteht aus vier Soldaten – dem Fahrer, dem Kommandanten, dem Richtschützen und dem Ladeschützen. Der Fahrer sitzt vorne in der Mitte der Wanne. Der Kommandant hat seinen Platz auf der rechten Seite des Turms, der Richtschütze sitzt vor ihm. Der Ladeschütze sitzt auf der linken Seite des Turms. Aufgrund der geringen Größe des Fahrzeugs steht der Besatzung nur sehr wenig Innenraum zur Verfügung. In heißen Gegenden wie Vietnam führte der geringe Platz in Verbindung mit den hohen Temperaturen zu einer schnellen Ermüdung der Besatzung, was die Feuergeschwindigkeit beeinflusste. In Vietnam fuhr die Turmbesatzung aufgrund der hohen Bedrohung durch Minen oft auf dem Turmdach mit. Zudem verursachten Treffer in das Munitionsmagazin ein zerstörerisches Feuer oder Explosionen im Inneren des Fahrzeugs.

### Technische Daten
| Bezeichnung                    | M551 Sheridan |
| ------------------------------ | --- |
| Typ:                           | Aufklärungs- und Luftlandepanzer                                                                                       |
| Besatzung:                     | 4 |
| Motor:                         | General Motors 6V53T, Sechszylinder-2-Takt-Dieselmotor mit Turboaufladung                                              |
| Leistung:                      | 300 PS bei 2800 1/min                                                                                                  |
| Getriebe:                      | Allison XTG-250-1A mit vier Vorwärts- und zwei Rückwärtsgängen                                                         |
| Fahrwerk:                      | drehstabgefedertes Rollenlaufwerk                                                                                      |
| Länge über alles:              | 6307 mm |
| Breite über alles:             | 2800 mm |
| Höhe über alles:               | 1900 mm |
| Bodenfreiheit:                 | 480 mm |
| Watfähigkeit:                  | amphibisch |
| Grabenüberschreitfähigkeit:    | 2400 mm |
| Kletterfähigkeit:              | 840 mm |
| Steigfähigkeit:                | 60 % |
| Querneigung:                   | 40 % |
| Gefechtsgewicht:               | 15.120 kg |
| Höchstgeschwindigkeit Straße:  | 69 km/h |
| Höchstgeschwindigkeit Gelände: | 36 km/h |
| Kraftstoffmenge:               | 598 Liter |
| Fahrbereich:                   | 560 km |
| Bewaffnung:                    | 152-mm-Kombinationswaffe M81, 1 schweres Maschinengewehr Browning M2, 1 Maschinengewehr 7,62 mm unterschiedlichen Typs |
| Munition:                      | 20 Geschosse für das Geschütz, 8 Lenkflugkörper, 1000 Patronen für das M2, 3000 Patronen für das 7,62-mm-MG            |

## Einsatzprofil
Der Sheridan sollte mehrere Aufgaben erfüllen können. Aufgrund seiner geringen Größe, des niedrigen Gewichts, der Schwimmfähigkeit und der hohen Beweglichkeit sollte er für die Gefechts- und Spähaufklärung geeignet sein. Bei Luftlandeoperationen sollte er die Infanterie durch seine Feuerkraft unterstützen und den Luftlandetruppen Panzerabwehrfähigkeiten zur Verfügung stellen. Gleichzeitig sollte er bei einem Angriff des Warschauer Pakts auf das Territorium der NATO eine kostengünstige aber wirksame Waffe zur Abwehr großer Panzerverbände sein.

## Einsätze

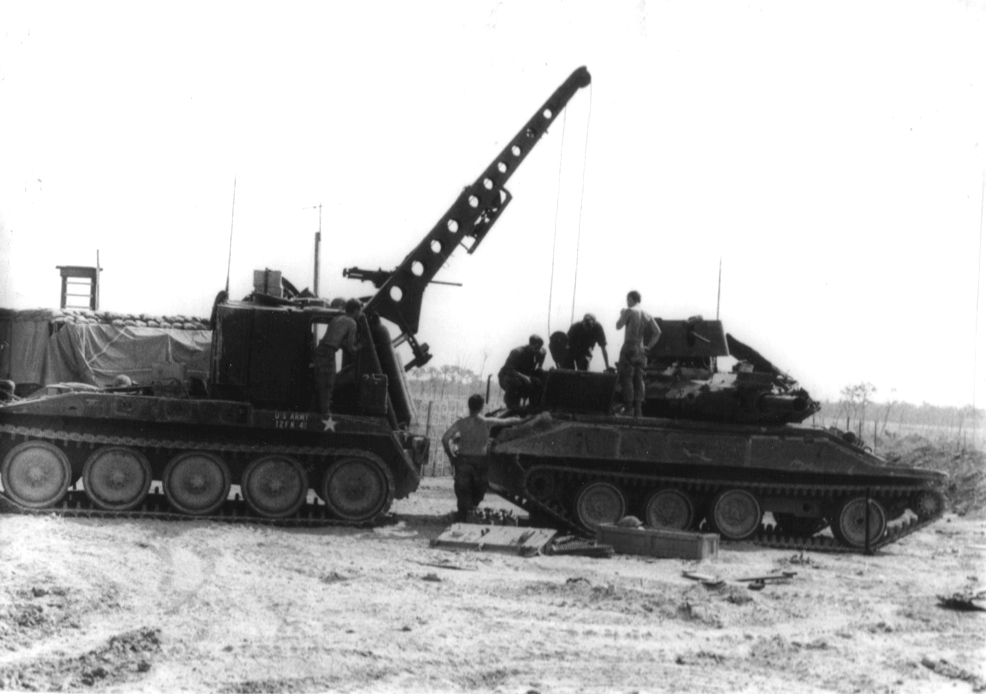
Ein M551 bei Wartungsarbeiten in Vietnam

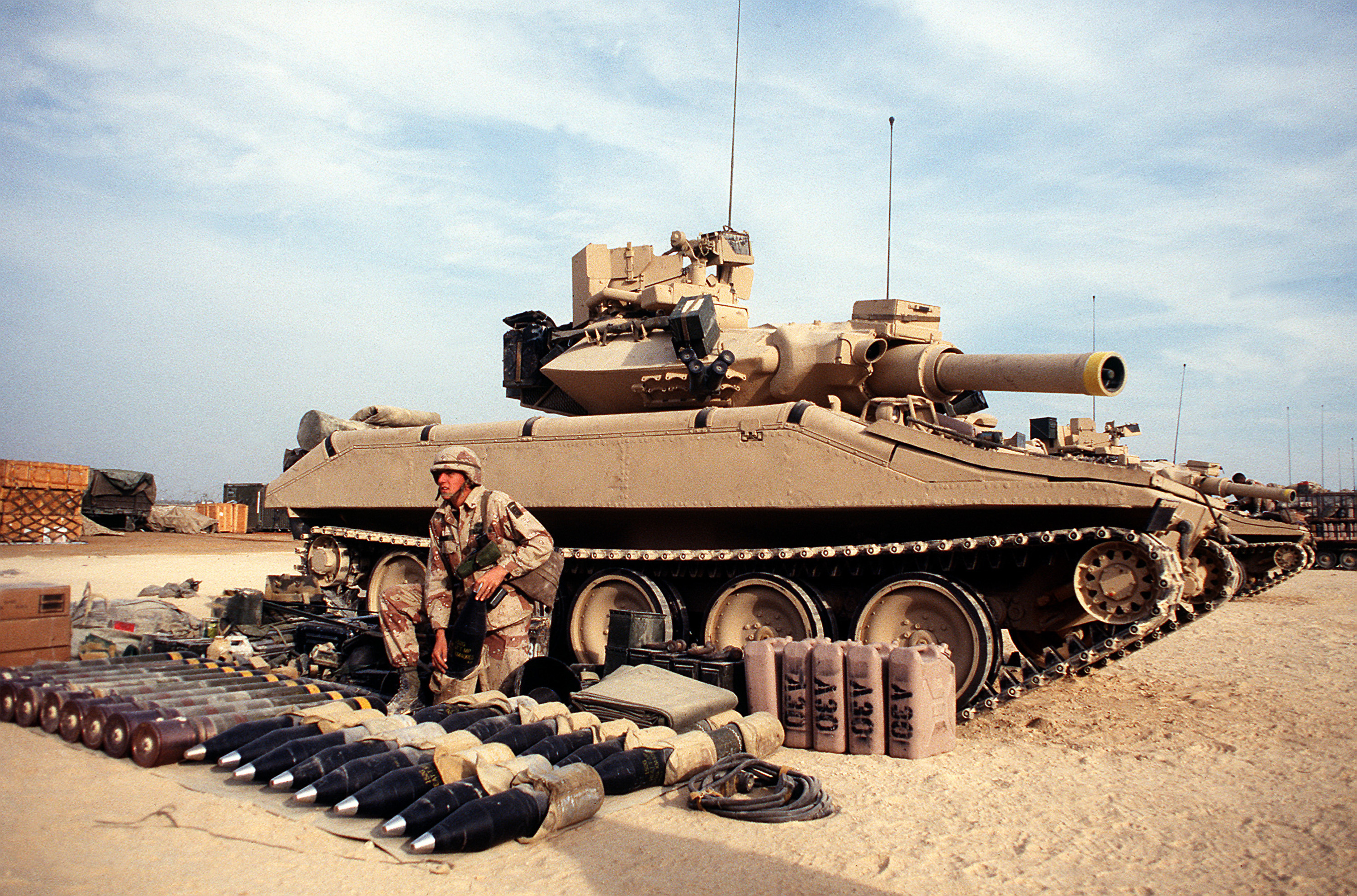
Ein M551 mit Munition während der Operation Desert Shield, 1990

Seinen ersten Einsatz erfuhr der Sheridan in Vietnam, obwohl seine primäre Aufgabe eigentlich die Panzerabwehr war und konventionelle Panzerschlachten in Vietnam nicht stattfanden. Die Stationierung erfolgte vor allem auf Anraten von General Creighton Abrams, der die bis dahin in den Depots gelagerten Sheridans einer Aufgabe zuführen wollte. Eine einberufene Expertenkommission sollte den Sheridan hinsichtlich seiner Eignung für den Einsatz in Vietnam bewerten, kam jedoch zu dem Schluss, dass das Fahrzeug in seiner derzeitigen Konfiguration nur sehr begrenzten Nutzen hätte. Aufgrund dessen wurden lediglich 64 Sheridan nach Vietnam geschickt. Bei diesen Fahrzeugen wurde das Feuerleitsystem für die Shillelagh entfernt und die Wannenpanzerung mit Titan verstärkt, um der hohen Bedrohung durch Minen zu begegnen. Lenkflugkörper wurden nicht mitgeführt. Zum Schutz für den Kommandanten wurde ein ballistischer Schutz an der Lafette des M2 angebracht.
Die Truppen in Vietnam waren anfangs nicht sehr erbaut über die Ausstattung mit einem weiteren leicht gepanzerten Fahrzeug. Nach ersten Gefechten mit Einsatz der M625-Munition zeigte sich jedoch, dass der Sheridan eine gute Unterstützung für die nur mit Maschinengewehren bewaffneten M113 bot. Gleichzeitig hatte er eine bessere Geländegängigkeit als der schwere M48. Aufgrund dessen wurden bis 1970 weitere 200 Fahrzeuge nach Vietnam gebracht. Insgesamt wurden etwa 300 Sheridan während des Einsatzes in Vietnam durch RPG und Minen beschädigt, einige davon mehrfach. 90 Fahrzeuge waren Totalverluste.
1989 kamen zehn Sheridans im Rahmen der Operation Just Cause zum Einsatz, um den Fallschirmjägern der 82. US-Luftlandedivision Unterstützung gegen die leichtgepanzerten Fahrzeuge der panamaischen Streitkräfte zu geben. Dabei wurde der bisher einzige Fallschirmabwurf von Panzern im Gefecht durchgeführt. Während des Vorstoßes setzten die Sheridans ihre Geschütze gegen Straßenblockaden ein.
Während der Operation Desert Shield 1990/1991 gehörten die M551 zu den ersten gepanzerten Fahrzeugen, die in Saudi-Arabien ankamen und eine erste Verteidigungslinie gegen die irakischen Streitkräfte bildeten. Während der Operation Desert Storm wurde die 82. Luftlandedivision als Flankierungsstreitkraft eingesetzt. Während der Vorstöße durch die Wüste kam der Sheridan zum ersten Einsatz gegen Kampfpanzer, dabei wurden die Shillelagh-Lenkflugkörper zum ersten und einzigen Mal im Gefecht abgefeuert. Mehrere Panzer vom Typ T-55 wurden durch die Sheridans zerstört.